# دانوتا لاتو
دانوتا لاتو (انگلیسی: Danuta Lato؛ زاده ) یک بازیگر و مانکن زن اهل لهستان است.